# GTSF1
GTSF1 (англ. Gametocyte specific factor 1) – білок, який кодується однойменним геном, розташованим у людей на 12-й хромосомі. Довжина поліпептидного ланцюга білка становить 167 амінокислот, а молекулярна маса — 19 266.
| 10         |  | 20         |  | 30         |  | 40         |  | 50         |
| ---------- |  | ---------- |  | ---------- |  | ---------- |  | ---------- |
| MEETYTDSLD |  | PEKLLQCPYD |  | KNHQIRACRF |  | PYHLIKCRKN |  | HPDVASKLAT |
| CPFNARHQVP |  | RAEISHHISS |  | CDDRSCIEQD |  | VVNQTRSLRQ |  | ETLAESTWQC |
| PPCDEDWDKD |  | LWEQTSTPFV |  | WGTTHYSDNN |  | SPASNIVTEH |  | KNNLASGMRV |
| PKSLPYVLPW |  | KNNGNAQ    |  |            |  |            |  |            |

A: Аланін

C: Цистеїн

D: Аспарагінова кислота

E: Глутамінова кислота

F: Фенілаланін

G: Гліцин

H: Гістидин

I: Ізолейцин

K: Лізин

L: Лейцин

M: Метіонін

N: Аспарагін

P: Пролін

Q: Глутамін

R: Аргінін

S: Серин

T: Треонін

V: Валін

W: Триптофан

Кодований геном білок за функцією належить до фосфопротеїнів. 
Задіяний у таких біологічних процесах, як диференціація клітин, сперматогенез. 
Білок має сайт для зв'язування з іонами металів, іоном цинку. 
Локалізований у цитоплазмі.